# Velo d’Astico
Velo d’Astico ist eine nordostitalienische Gemeinde (comune) mit 2246 Einwohnern (Stand 31. Dezember 2023) in der Provinz Vicenza in Venetien. 

## Geografie
Die Gemeinde liegt etwa 31,5 Kilometer nordnordwestlich von Vicenza. Der Astico bildet die nordöstliche Gemeindegrenze.
Zu den Ortsteilen (frazioni) gehören Lago, Meda und Seghe.
Die Nachbargemeinden sind Arsiero, Cogollo del Cengio, Piovene Rocchette, Posina, Santorso und Schio.

## Sehenswürdigkeiten
- Pieve di San Giorgio, enthält Werke aus dem frühen 15. Jahrhundert von Battista da Vicenza.[2]